# Прохладное (Чуйская область)
Прохладное — село в Аламудунском районе Чуйской области Кыргызстана. Входит в состав Таш-Мойнокского аильного округа. Код СОАТЕ — 41708 203 866 06 0.

## Население
| год     | 2009 | 2014 | 2015 |
| ------- | ---- | ---- | ---- |
| человек | 778  | 766  | 742  |